# Himmetoğlu, Zonguldak
Himmetoğlu là một xã thuộc huyện Zonguldak, tỉnh Zonguldak, Thổ Nhĩ Kỳ. Dân số thời điểm năm 2011 là 993 người.